# Середньочеський кубок з футболу 1930
Середньочеський кубок 1930 (чеськ. Stredoceský Pohár 1930) — тринадцятий розіграш футбольного кубку Середньої Чехії. Переможцем змагань уп'яте став клуб «Славія» (Прага).

## Результати матчів
- «Вікторія» (Жижков) — «Славія» (Прага) — 1:6
- 24.08.1930[1]. «Славія» (Прага) — «Спарта» (Прага) — 2:2 (д.ч) (за жеребом - +:-) (Йоска, Файт - Сильний, Подразіл)
  - Славія: Планічка, Женішек, Новак, Водічка, Шимперський, Черницький, Юнек, Йоска, Свобода, Пуч, Файт
  - Спарта: Гатле, Бургер, Гоєр, Кноблох, Пешек, Србек, Подразіл, Коштялек, Брейн,, Сильний, Гейма

1/2 фіналу
- 1930. «Славія» (Прага) — «Чехія Карлін» (Прага) — 4:0

## Фінал
| 28 вересня 1930 |

| «Славія» (Прага)   | 4 — 2       | «Кладно»    |
| ------------------ | ----------- | ----------- |
| Пуч Свобода Ф.Юнек | звіт1 звіт2 | Й.Юнек Клоз |

|  |

Славія: Франтішек Планічка — Ладислав Женишек, Антонін Новак — Антонін Водічка, Адольф Шимперський, Франтішек Черницький — Франтішек Юнек, Їндржих Шолтис, Франтішек Свобода, Антонін Пуч, Франтішек Файт.
Кладно: Шестак, Петржик, Брож, Уберлакер, Краус, Черний, Райніш, Клоз, Чапек, Вольф, Й.Юнек